# مزولاک
مزولاک (به مجاری:  Mezőlak) یک شهرداری در مجارستان است که در ناحیه پاپا واقع شده‌است. مزولاک ۲۱٫۵۷ کیلومتر مربع مساحت و ۱٬۰۷۱ نفر جمعیت دارد.